# Ah Via Musicom
| Críticas profissionais | Críticas profissionais |
| Avaliações da crítica  | Avaliações da crítica  |
| Fonte                  | Avaliação              |
| ---------------------- | ---------------------- |
| Allmusic               | [ 1 ]                  |

Ah Via Musicom é o segundo CD solo, em ordem de lançamento, do guitarrista estadunidense Eric Johnson. Foi lançado em fevereiro de 1990 pelo selo Capitol Records.
A tradução de Ah Via Musicom do latim para o português, quer dizer: Ah, A Música.
O nome do álbum é definido por Johnson, no encarte do CD, como "um festival de vida através da música", sendo dividido em duas partes.
Em 2002, uma edição deste álbum em formato DVD-Audio foi lançada pela Capitol Records, mas sem a participação do Eric Johnson. Depois que ele expressou decepção com a qualidade do som e a mixagem, logo foi retirado pela gravadora depois que 2500 cópias foram vendidas. Em uma edição de agosto de 2005 da Guitar Player, o guitarrista confirmou que uma edição autorizada em 5.1 DVD-Audio do álbum estava em andamento, mas ainda sem data de lançamento.

## O Álbum
Algumas canções deste álbum foram dedicadas a alguns músicos amigos do Eric: "Steve's Boogie" é dedicada ao guitarista Steve Hennig, "Song for George" a um guitarrista chamado George Washington. Por fim, "East Wes" é dedicada a Wes Montgomery.

### Receptividade do Álbum
O álbum entrou para a história por ser o primeiro a conter 3 músicas instrumentais entre as Top 10 da Billboard.
O álbum foi indicado ao Grammy na categoria "Best Rock Instrumental Album"
A faixa Cliffs of Dover recebeu um Grammy, em 1992, na categoria Best Rock Instrumental.

### Faixas do CD
| Parte 1 |                   |                              |         |  |
| N.º     | Título            | Compositor(es)               | Duração |  |
| 1.      | "Ah Via Musicom"  | Eric Johnson, Stephen Barber | 2:05    |  |
| 2.      | "Cliffs of Dover" | Eric Johnson                 | 4:10    |  |
| 3.      | "Desert Rose"     | Eric Johnson, Vince Mariani  | 4:57    |  |
| 4.      | "High Landrons"   | Eric Johnson                 | 5:46    |  |
| 5.      | "Steve's Boogie"  | Eric Johnson                 | 1:52    |  |

| Parte 2        |                                |                |         |  |
| N.º            | Título                         | Compositor(es) | Duração |  |
| 6.             | "Trademark"                    | Eric Johnson   | 4:44    |  |
| 7.             | "Nothing Can Keep Me from You" | Eric Johnson   | 4:23    |  |
| 8.             | "Song for George"              | Eric Johnson   | 1:49    |  |
| 9.             | "Righteous"                    | Eric Johnson   | 3:29    |  |
| 10.            | "Forty Mile Town"              | Eric Johnson   | 4:13    |  |
| 11.            | "East Wes"                     | Eric Johnson   | 3:30    |  |
| Duração total: | Duração total:                 | Duração total: | 40:58   |  |

## Créditos
- Eric Johnson – Vocais (faixas 3, 4, 7, 10), guitarra, piano, Sitar, Arranjos, engenheiro de som, produção
- Jody Lazo – vocais (faixas 7, 10)
- Steven Hennig – guitarra (faixa 5)
- Stephen Barber – teclados, synthesizer, arranjos
- Tommy Taylor – baterias (faixas 1–7, 9–11), percussão (faixas 4, 7, 10), arranjos
- Paul Bissell – percussão (faixa 1)
- James Fenner – percussão (faixas 10, 11)
- Roscoe Beck – baixo elétrico (faixas 1, 3, 7, 9, 10), arranjos
- Kyle Brock – baixo elétrico (faixas 2–6, 11), arranjos
- Reggie Witty – baixo elétrico (faixa 7), arranjos
- Wee Willie – harmonica
- Vince Mariani – arranjos
- Richard Mullen – engenharia de som, mixagem (faixas 4, 7, 8, 10)
- Chet Himes – engenharia de som
- Bob Lacivita – engenharia de som
- Walter New – engenharia de som
- Dave Parks – engenharia de som
- Stuart Sullivan – engenharia de som
- Michael Frondelli – mixagem (exceto faixas 4, 8, 10)
- Bernie Grundman – masterização

## Vendas e certificações
| País           | Empresa | Certificação | Vendas     | Data em que alcançou a certificação | Ref.  |
| -------------- | ------- | ------------ | ---------- | ----------------------------------- | ----- |
| Estados Unidos | RIAA    | Platina      | 1,000,000+ | 5 de Março de 2003                  | [ 7 ] |

## Desempenho nas Paradas Musicais

### Álbum
| Ano  | Ranking           | Posição | Ref.  |
| ---- | ----------------- | ------- | ----- |
| 1991 | The Billboard 200 | #67     | [ 8 ] |

### Músicas
| Ano  | Música          | Ranking                              | Posição | Ref.  |
| ---- | --------------- | ------------------------------------ | ------- | ----- |
| 1990 | Cliffs of Dover | Billboard Hot Mainstream Rock Tracks | #5      | [ 8 ] |
| 1990 | High Landrons   | Billboard Hot Mainstream Rock Tracks | #31     | [ 8 ] |
| 1991 | Righteous       | Billboard Hot Mainstream Rock Tracks | #8      | [ 8 ] |
| 1991 | Trademark       | Billboard Hot Mainstream Rock Tracks | #7      | [ 8 ] |

## Prêmios e Indicações

### Álbum
| Ano  | Prêmio        | Indicação                    | Resultado |
| ---- | ------------- | ---------------------------- | --------- |
| 1991 | Grammy Awards | Best Rock Instrumental Album | Indicado  |

### Músicas
| Ano  | Música          | Prêmio        | Indicação                    | Resultado |
| ---- | --------------- | ------------- | ---------------------------- | --------- |
| 1992 | Cliffs of Dover | Grammy Awards | Best Rock Instrumental Album | Venceu    |